# Herman van Boeyen
Herman van Boeijen (Amsterdam, 15 januari 1949) is een Nederlandse zanger en vooral drummer, die landelijk bekend werd met de popgroep Vitesse.

## Het begin
Van Boeijen kreeg zijn drumstel toen hij 17 jaar werd. Al snel bleek dat hij een talent voor slagwerk had. Hij werd drummer van X plus Niks. Daarna volgden The Softs, Full House, Daddy's Act, Blues Dimension en Panda. Ook was Van Boeijen drummer van Tee Set, Livin' Blues, Supersister en Red White & Blue.
Herman Brood en Panda
Van Boeijen, die in die tijd (1970-1971) aan het begin van de Rozengracht in Amsterdam woonde, maakte drie singles op het Philipslabel met de groep Panda. De eerste met als A-kant: Stranger, B-kant: Medicine Man. De tweede single met als A-kant: No Coockies, B-kant: Swingin' About, Van Boeijen schreef beide nummers (geproduceerd door Jaap Eggermont). De derde met als A-kant: Living For Tomorrow, B-kant: Blue Boy Blues (geproduceerd door Tony Vos). In die groep zaten, naast Herman van Boeijen (drums), Ben de Bruijn (gitaar op eerste single), Emile den Tex (zang op eerste single), Rob Kruisman (zang en saxofoon), Rob ten Bokum (gitaar) en Jaap van Eik (basgitaar). De groep gaat uit elkaar als Kruisman en Ten Bokum naar de Bintangs gaan en Van Eik en Van Boeijen naar Livin' Blues vertrekken.

## Herman Brood en Vitesse
Herman Brood en Van Boeijen leerden elkaar in hun jonge jaren kennen. Met Red White & Blue schoot het niet echt op en daarom besloten de beide Hermannen om een hele "snelle" band op te richten. Dit werd Vitesse (1975), hetgeen in het Frans snelheid betekent. 
In het eerste half jaar van het bestaan van Vitesse woonde Brood een halfjaar lang bij Van Boeyen op een zolderkamertje. In dat eerste half jaar passeerden de volgende muzikanten de revue: Peter Smid, Jan Voster, Paul Bagmeijer, (Rob ten Bokum, Rob van Donselaar).
Ze kochten een oranje Ford Transit-bus voor 1200 gulden, een P.A. voor 1500 gulden en reden daarmee stad en land af om op te treden. De muzikanten wilden zo veel mogelijk zelf doen; zelf versterkers dragen en zelf de bus rijden. Zo kon het gebeuren dat een zaaleigenaar een van de beide Hermannen aan de telefoon kreeg met het verzoek of ze aanstaande zaterdag mochten optreden. Als de vraagprijs van 800 gulden met luttele woorden omlaag was gebracht naar de helft was de band alweer reuze blij. Zo snel en kwajongensachtig werd ook de elpee "Vitesse" gemaakt; de band ging de ArtiSound studio in Amterdam in, nam de muziek op en betaalde daarvoor 6000 gulden. De opnamen werden daarna doorverkocht aan de platenmaatschappij WEA voor 17.000 gulden.
"Vitesse" (opnieuw uitgebracht in 1978 als "Herman Brood in Vitesse"), was de eerste LP van Vitesse. De plaat bestaat uit een mengeling van soul en bluessongs. Het is een heel ander Vitesse dan de latere band.

Eén nummer blijft op het repertoire staan: "Speedo", een 43 seconden durend lied waarbij Van Boeijen een solo speelt. Op de elpee "Vitesse" wordt dat nummer wel met andere instrumenten uitgevoerd. Brood had een grote invloed op deze elpee en kenners noemen het "een typische Brood elpee". Op de elpee staan nummers als "You can't beat me" en het bijzondere "Confusion" en bluessongs als "Goin' to the city" en "Showbiz-Blues". Het zangtalent van Van Boeijen is nog niet te horen op deze elpee, de leadvocals worden voornamelijk gedaan door Brood.
Zo snel als de band opkwam, zo snel ging ze ook ten onder. Brood, die destijds een tijdje clean was, begon weer drugs te gebruiken. Daardoor voelde Van Boeijen zich minder betrokken en de band werd ontbonden.

## Vanaf 1976 tot 1980
Maar na zes weken bezinning ging Van Boeijen met Vitesse verder. Hij zocht nieuwe bandleden: JP den Tex, Ross Recardi en Gerrit Veen.
Tot dan toe had Van Boeijen zich nog weinig beziggehouden met componeren en helemaal niet met zingen. Maar omdat hem duidelijk werd dat die dingen veel te maken hebben met intimiteit van de band, maakte hij zich daar langzaam maar zeker mee vertrouwd. Door de critici werd getwijfeld aan zijn talenten als zanger en componist.
Van Boeyen haalt in 1977 Jan van der Meij van het conservatorium en trommelt Rudy de Queljoe en André Versluys op om in Vitesse te komen spelen. Samen leveren ze de elpee Rendez Vous af. De hoes van het album toont waarom de elpee Rendez Vous heet: alle muzikanten die tot dan toe in Vitesse hebben gespeeld staan erop. De nummers zijn opgenomen in de Stable Studio's in Arnhem. Het zijn korte soul- en funkachtige nummers met af en toe een snerpend gitaartje. De meeste nummers zijn gecomponeerd door Van Boeyen.
Daarna werd de LP "Out in the Country" uitgebracht en oogstte de groep - in de bezetting Van Boeijen, De Queljoe, gitarist Jan van der Meij en bassist Wilco Turu Leerdam - eind 1978 veel succes in West-Duitsland. Na de elpee Rock Invader vertrekken Leerdam en De Queljoe in het najaar van 1979 naar Massada. Als vervanger wordt de voormalige Valley of Dolls-bassist Peter van Straten aangetrokken. Zij leveren de elpee Live af. Najaar 1980 volgt een kortstondig samenwerken met Herman Brood, maar de alliantie mislukt. Brood trekt Van Straten met zich mee, maar na twee dagen keert de bassist weer terug. Voor Van Boeijen is de sfeer evenwel verpest en geeft er de voorkeur aan zonder Van Straten en Van der Meij verder te gaan. Zij richten met Leon Klaasse (ex-Sweet d'Buster) de formatie Powerplay op.

## Vanaf 1981
Vitesse gaat verder met Mark Boon (ex-Tutti Frutti) en Freddie Cavalli (ex-Herman Brood), maar deze bezetting houdt slechts enkele maanden stand. Met Peter Langerak en André Versluijs wordt een nieuwe bezetting geformeerd. De elpee Good News wordt in 1981 uitgebracht.
Succesvoller is Vitesse in de formatie met Carl Carlton (Karl Buskohl), die speelde in Time Bandits en Hollander, op gitaar en Rudy Englebert (Hollander) op bas. Vitesse bouwt verder aan het Duitse succes met een Live in Germany dubbel elpee in 1982 met keyboard speler Otto Cooymans als gastspeler. Cooymans komt later dat jaar als vast bandlid meespelen en een nieuwe elpee wordt gemaakt. Incomplete Works and Other Hits met daarop de hits Rosalyn en Good Lookin'. Vitesse bouwt ondertussen een uitstekende naam op als live band.

Na deze periode, wat toch de succesvolste bleek, konden Van Boeijen en band geen muzikale overeenkomsten vinden en besloten uit elkaar te gaan. Carlton, Englebert en Cooymans richtten de groep The Raiders of the Last Corvette op, maar redden het niet tot het maken van een elpee.
De volgende elpee Vanity Islands heeft eigenlijk twee verschillende kanten. Kant A met wat softere rock, nog gespeeld met Carlton, Englebert en Cooymans, onder andere Julia en Vanity Islands. En kant B met twee nieuwe bandleden Dany Lademacher (gitaar/Herman Brood's Wild Romance) en Michel de Groot (bas), die al eerder een auditie gedaan had bij Van Boeijen. Geïnspireerd door Lademachers ruwe gitaarspel komt de groep wat heftiger naar voren. Het volgende album uit 1985 is Keepin' Me Alive, geproduceerd door Nick Tauber. Na dit album valt ook deze formatie uit elkaar. Lademacher gaat kort terug naar Brood en daarna naar de band van Bart Peeters.
Daarna heeft Van Boeijen ook persoonlijke problemen. Willem van Eijk (gitaar) en Persijn Dakota maken voor een korte tijd deel uit van Vitesse. Vitesse of eigenlijk Van Boeijen neemt een pauze. Van Boeyen gaat werken in Duitsland waar hij een aantal jaren woont. In Duitsland start Van Boeyen een nieuwe Vitesse met Duitse muzikanten, Marcus Wienstroer en Ralph Mutz (gitaar) en Guido Ludwig (bass). Willem van Kooten (eigenaar platen maatschappij) geeft Vitesse een kans, die in 1992 resulteert in de cd Back on Earth. Succes bleef echter uit.
In februari 2019 komt er onverwacht een cd uit met 19 niet eerder uitgebrachte opnames uit de jaren 70, afkomstig uit het archief van de Arnhemse Stable Studio. In 2022 duiken er na jaren van stilte Youtube-beelden op van Herman, die drumoefeningen op een tafel uitoefent en met een jamsessie mee doet in een Amsterdams buurthuis.  

## Discografie

### Vitesse

#### 1975
- LP: Vitesse (Reprise REPN 54058)

#### 1976
- 7": Do You Wanna Dance/Stay A Little Stranger (Reprise REPN14429)
- 7": April Wind/Steady Rollin' Man (Negram NG 2183)

#### 1977
- 7": You Can't Beat Me/Sugar Baby (Negram NG 2215)
- LP: Rendez-Vous (Negram 5C 058-25754)

#### 1978
- 7": We'll Do The Music Tomight/Give Me All You've Got (Negram 5C 006-25856)
- 7": Out In The Country/Last Boat (Negram 5C 006-26061)
- LP: Out In The Country (Negram 5C 062-26013)
- LP: Herman Brood In Vitesse (first album, Reprise REPN 54058)

#### 1979
- 7": Running And Hiding/Leaner's Song (Negram 5C 006-26185)
- 7": Rock & Roll Band/Hot Shots (Negram 5C 006-26349)
- 7": On The Run/Nightflight (Negram 5C 006-26415)
- LP: Rock Invader (Negram 5C 062-26378)

#### 1980
- 7": Whole Lot Of Travelin'/Nobody Knows (Harvest 5C 006-26442)
- 7": Running And Hiding/Screwed, Blued & Tattooed (RCA PB4554)
- 7": Goin' Up/Springtime Confusion (RCA PB 4564)
- LP: Live 1980 (RCA PL 44024)

#### 1981
- 7": Desire/Junior (WEA WEAN 18744)
- 7": Generator Of Love/Showbizz (WEA WEAN 18817)
- 7": Can't Keep A Promise /On my own

Herman van Boeyen's All Star Vitesse: 
- LP: Good News (WEA WEAN 58370)

#### 1982
- 7": Rosalyn/ Screwed, Blued & Tattooed (Philips 6017 361)
- 7": Good Lookin'/Runnin' The Streets (Philips 6017 404)
- LP: Live In Germany ( Philips 6624 062)
- LP: Incomplete Works And Other Hits (Philips 6623 558)

#### 1983
- 7": Julia/Runaway

7" All my heart/Keep up.Philips 814974

#### 1984
- 7": Vanity Islands/You (Philips 880 098-7)
- 7": Highway Love/Dynamite (Philips 818 721-7)
- 7": Keep Up (With The Joneses)/Nothing Better (Vertigo 800 292-7)
- LP: Vanity Islands (Vertigo 882 713-1)

#### 1985
- 7": Lights In The Air/High On Music (EMI 1A 006-12 7254 7)
- 7": You Turn Me On/Junior (EMI 1A 006-12 7297 7)
- LP: Keepin' Me Alive (EMI 1A 068 127292 1)

#### 1990
- 7": Ever Since I Met You/I Don't Loose A Friend (Cloud NR 8027-7)

#### 1992
- cd: What Kind Of Man/What kind of man (acoustic version)
- cd: Back On Earth (Red Bullet RB 66.53)

#### 1999
- cd: Live In Germany (Lost & Found 546 055-2)

### Compilations
- cd: Best Of Vitesse (Antilope ANTC 52038)

#### 1999
- cd: Good Lookin' (Rotation 546 053-2), (including "Incomplete Works" and 6 songs from "Vanity Islands)

#### 2019
- cd: From The Stable (The Lost Tapes) (O'Dike Records CTC-2990905).

### Classificatie in detop 40
VITESSE
```
   21-5-77     SINGLE  tip     YOU CAN'T BEAT ME
   6-10-79     SINGLE  29  4   ROCK AND ROLL BAND
   10-11-79    ALBUM   29  6   ROCK INVADER  [Album v/d week op 27-10-79]
   15-12-79    SINGLE  tip     ON THE RUN
   23-2-80     SINGLE  tip     WHOLE LOT OF TRAVELLIN'
   21-8-82     SINGLE  9   7   ROSALYN
   11-9-82     ALBUM   19  14  LIVE IN GERMANY
   13-11-82    SINGLE  4   9   GOOD LOOKIN'
   18-12-82    ALBUM   15  10  IN COMPLETE WORDS AND OTHER HITS
   14-5-83     SINGLE  30  3   JULIA
   7-7-84      SINGLE  tip     VANITY ISLANDS
```